# AI橋渡しクラウド
AI橋渡しクラウド (AIはしわたしクラウド、英語: AI Bridging Cloud Infrastructure、ABCI) は、東京大学柏IIキャンパス (柏市) にあるスーパーコンピュータである。平成28年度補正予算事業にて産業技術総合研究所が調達・所有・運用しており、人工知能・機械学習・深層学習での使用を目的としている。2018年8月に運用を開始し、処理速度は半精度浮動小数点数で550PFLOPS、倍精度浮動小数点数で37.2PFLOPSに達する。サーバルーム内を冷房によって強制冷却せず、計算機本体は気化熱を利用した水冷方式とすることで、消費電力2.3MW、電力効率指数（英語: Power Usage Effectiveness、PUE）年間平均値1.1を達成している。完成時の消費電力は3MWで、処理速度は130PFLOPSに達する。TOP500では5位、Green500では8位を獲得した。富岳が2020年4月に試行運用を開始するまでは、日本最高の計算性能をもっていた。1088ノード (4352GPU) より構成される。
2021年5月10日より大幅に性能アップを果たしたABCI 2.0が稼働開始した。ABCI 2.0は、2021年6月のTOP500では12位である。

## 歴史
- 2017年10月10日、富士通がAI橋渡しクラウドの受注を発表した[12]。
- 2018年
  - 7月、本格運用に先立ち、公募型課題提案として「ABCIグランドチャレンジ2018」を実施した[13]。
  - 8月1日、産業技術総合研究所による本格運用開始[14]。
- 2021年5月10日、ABCI 2.0一般提供開始[10]。

## 設計
AI橋渡しクラウドではLAPACKによる行列計算よりも、GPUを多数用いた行列計算を行うことで、低精度浮動小数点数・ビッグデータ・人工知能アプリケーションに焦点を当てた設計がされている。また計算機本体より冷却機構を上部に持ってくる構成となっている。

## 利用
AI橋渡しクラウドは日本の企業・中小企業・研究者が利用することができる。Googleやマイクロソフトなどの外国の企業によるクラウドコンピューティングへの依存を減らす目的がある。プリペイド制となっており、1単位200円のチケットを1000単位から購入して利用する。CPU/GPUの利用時間やディスクの利用によって課金される。産総研の内部利用でも、外部企業等の利用でも同一単価で利用でき、既存のクラウドサービスより割安に設定されている。
共有資源であるため長時間の貸し切りが難しく、LLMの開発など時間がかかる分野では使いにくいとされる。